# Fortuna Hjørring
El Fortuna Hjørring es un club danès de futbol femení fundat en 1966. És un dels equips més guardonats de la lliga danesa amb deu títols, i és l'únic equip danès que ha arribat a la final de la Lliga de Campions.

## Palmarès
- 9 Lligues de Dinamarca
  - 93/94 - 94/95 - 95/96 - 98/99 - 01/02 - 08/09 - 09/10 - 13/14 - 15/16
- 8 Copes de Dinamarca
  - 94/95 - 95/96 - 99/00 - 00/01 - 01/02 - 05/06 - 07/08 - 15/16

| Edició |               | 1ª Fase previa ¹  | 2ª Fase previa ¹     | Quarts de final | Semifinals | Final   |
| ------ | ------------- | ----------------- | -------------------- | --------------- | ---------- | ------- |
| 02/03  |               |                   | FK Bobruishanka      | Trondheims Ørn  | Arsenal FC | Umeå IK |
| Edició | Fase previa ¹ | Setzens de final  | Vuitens de final     | Quarts de final | Semifinals | Final   |
| 09/10  |               | ASD Bardolino     | Olympique Lió        |                 |            |         |
| 10/11  |               | ASD Bardolino     | FCR Duisburg         |                 |            |         |
| 11/12  |               | BSC Young Boys    | Kopparbergs Göteborg |                 |            |         |
| 12/13  |               | Glasgow City      | Kopparbergs Göteborg |                 |            |         |
| 13/14  |               | UPC Tavagnacco    | Tyresö FF            |                 |            |         |
| 14/15  |               | Atlético Ouriense | FC Rosengård         |                 |            |         |
| 15/16  |               | FK Minsk          | ACF Brescia          |                 |            |         |
| 16/17  |               | Athletic Club     | ACF Brescia          | Manchester City |            |         |

- ¹ Fase de grups. Equip classificat pillor possicionat en cas d'eliminació o equip eliminat millor possicionat en cas de classificació.